# San Fabián d'Alico
San Fabián est une commune du Chili située dans la province de Punilla et la région de Ñuble. Son chef-lieu est San Fabián de Alico. En 2012, la population de la commune s'élevait à 3 780 habitants. La superficie de San Fabián est de 1 568 km2 (densité de 2,4 hab./km²),.

## Situation
Le territoire de la commune de San Fabián se situe dans la Cordillère des Andes dont les sommets culminent à 2000-3000 mètres. Il est délimité au sud par la vallée du rio Ñuble dans laquelle se trouvent les principaux villages en particulier le bourg de San Fabián de Alico qui regroupe la moitié de la population de la commune. San Fabián est située à 354 kilomètres à vol d'oiseau au sud-sud-ouest de la capitale Santiago et à 50 kilomètres à l'est de Chillán capitale de la province de Ñuble.

## Historique
Le village de San Fabian de Alico est créé en 1865 par Fabian de la Fuente Soto y Aguila et devient la 12ème subdélégation en 1885. En 1891 San Fabian de Alico devient la capitale du district de San Fabian qui comprend les subdélégations Zemita et San Fabian et qui est rattaché au département de San Carlos. En 1976, la subdélégation de San Fabian devient une commune autonome tandis que la subdélégation Zemita est rattaché à la commune de San Carlos. La commune est fortement touchée par le tremblement de terre du 27 février 2010 qui le coupe complètement du reste du pays durant une dizaine de jours mais ne fait pas de victimes.

## Économie
La population de la commune est majoritairement rurale et pratique l'agriculture, l'élevage et la sylviculture.

Position de San Fabián (en rouge) au sein de la Région du Biobío.